# B-17: Fortress in the Sky
B-17: Fortress in the Sky est un jeu vidéo de combat aérien développé par Skyworks Technologies et édité par DSI Games, sorti en 2007 sur Nintendo DS. Il tient son nom du Boeing B-17 Flying Fortress.

## Accueil
- GameSpot : 4/10[1]
- GameZone : 5/10[2]
- IGN : 4/10[3]